# Concert du nouvel an 1960 à Vienne
Le concert du nouvel an 1960 de l'orchestre philharmonique de Vienne, qui a lieu le 1er janvier 1960, est le 20e concert du nouvel an donné au Musikverein, à Vienne, en Autriche. Il est dirigé pour la 6e fois consécutive par le chef d'orchestre autrichien Willi Boskovsky.
Johann Strauss II y est toujours le compositeur principal, mais son frère Josef est représenté avec quatre pièces, et la célèbre Marche de Radetzky de leur père Johann n'est pas jouée cette année.
Pour la deuxième année consécutive, il n'y aucune nouvelle pièce interprétée au concert du nouvel an.

## Programme

### Première partie
1. Johann Strauss II : Künstlerleben, valse, op. 316
2. Josef Strauss : Heiterer Muth, polka française, op. 281
3. Josef Strauss : Delirien-Walzer, valse, op. 212
4. Johann Strauss II : L'Enfantillage-Polka, polka française, op. 202
5. Johann Strauss II : Wo die Citronen blüh'n, valse, op. 364

### Deuxième partie
1. Johann Strauss II : ouverture de l'opérette Der Zigeunerbaron
2. Josef Strauss : Transactionen, valse, op. 184
3. Josef Strauss : Ohne Sorgen, polka rapide, op. 271
4. Johann Strauss II : Neue Pizzicato-Polka, polka, op. 449
5. Johann Strauss II : Wiener Blut, valse, op. 354
6. Johann Strauss II : Marche égyptienne, marche, op. 335
7. Johann Strauss II : csárdás du Chevalier Pásmán, op. 441

### Rappel
1. Johann Strauss II : Auf der Jagd, polka rapide, op. 373

Les compositeurs joués
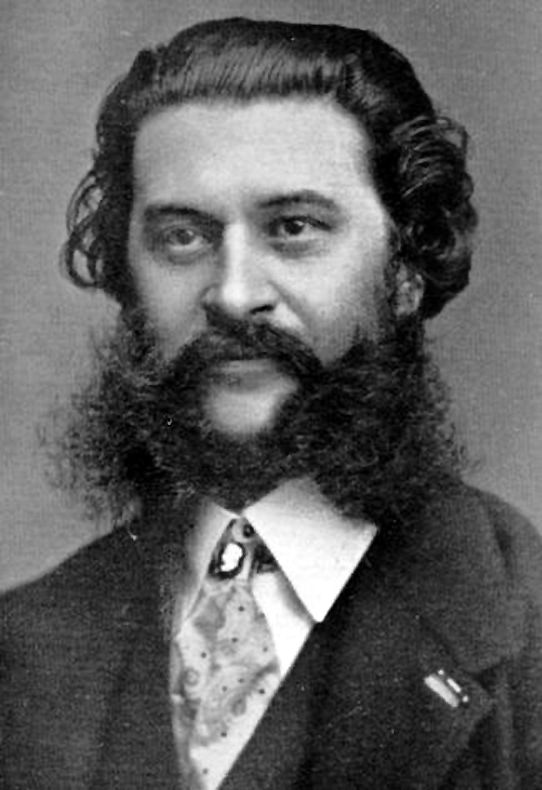
Johann Strauss (fils)
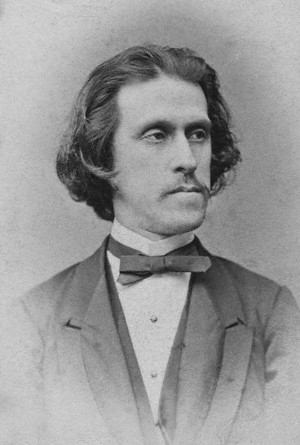
Josef Strauss